# 70 ist auch nur eine Zahl
70 ist auch nur eine Zahl (finnisch 70 on vain numero) ist eine finnische Filmkomödie aus dem Jahr 2021, geschrieben und inszeniert von Johanna Vuoksenmaa.

## Handlung
Seija Kuula eine fast 70-jährige finnische Pop-Diva verliebt sich in den 25 Jahre jüngeren Gitarristen Lauri. Als er den Wunsch äußert, Vater werden zu wollen, bringt sie ihre Stylistin Shanella als Leihmutter ins Spiel. Doch die will sich nur unter speziellen Bedingungen darauf einlassen.

## Produktion
Der Film wurde im März und Sommer 2020 hauptsächlich in Tampere, Finnland, gedreht. Das Budget des Films betrug 1.500.000 Euro, wovon die finnische Filmstiftung 775.000 Euro beisteuerte.
Die Gesangsparts von Seija Kuula werden von Lea Laven übernommen.

### Premiere
Ursprünglich sollte 70 ist auch nur eine Zahl am 6. Januar 2021 uraufgeführt werden, aber die Premiere wurde aufgrund von Einschränkungen, die durch die Corona-Pandemie verursacht wurden, auf den Herbst 2021 verschoben. Die für August 2021 geplante neue Premiere wurde auf Oktober 2021 und von dort auf Ende Dezember 2021 verschoben. Aufgrund von Einschränkungen, die Ende 2021 in Kraft traten, wurde der Film an verschiedenen Orten in Finnland uraufgeführt. Der Film wurde am 29. Dezember 2021 und am 25. Februar 2022 uraufgeführt.

## Auszeichnungen
| Filmpreis | Kategorie               | Empfänger      | Ergebnis  |
| Jussi     | Beste Hauptdarstellerin | Hannele Lauri  | Nominiert |
| Jussi     | Beste Nebendarstellerin | Marja Packalén | Gewonnen  |

## Kritik
„Eine Komödie um eine Beziehung mit großem Altersunterschied, die den Konflikten des Stoffes ausweicht und nur oberflächlich die sozialen Aspekte aufgreift. Auch Dialoge und Situationskomik sind wenig treffsicher, sodass der Film am ehesten von der Ausstrahlung und Präsenz der Hauptdarstellerin lebt.“